# Visnea
Visnea là một chi thực vật thuộc họ Theaceae. Chi này có các loài sau (tuy nhiên danh sách này có thể chưa đủ):
- Visnea mocanera, L. fil.